# SN 2009jv
SN 2009jv – supernowa typu IIb odkryta 16 października 2009 roku w galaktyce UGC 5157. W momencie odkrycia miała maksymalną jasność 17,20m.